# Nano Letters
Nano Letters (abreviatura Nano Lett.) és una destacada revista científica dedicada a la nanociència i a la nanotecnologia. És publicada des del gener del 2001 per la Societat Química Americana. El seu factor d'impacte és molt alt, 13,592 el 2014, any en què fou citada 103 339 cops. Ocupa la 2a posició de qualitat de revistes dedicades a la nanociència i a la nanotecnologia en el rànquing SCImago, i la 4a en la categoria de bioenginyeria.
Nano Letters, informa sobre la investigació fonamental en totes les branques de la teoria i la pràctica de la nanociència i la nanotecnologia, proporcionant una ràpida divulgació dels elements clau d'un estudi, la publicació dels resultats preliminars, experimentals i teòrics sobre la física, química, i els fenòmens biològics, juntament amb processos i aplicacions de les estructures dins del rang d'escala nanomètrica.